# An-Nazla al-Wusta
An-Nazla al-Wusta – wieś w Palestynie, w muhafazie Tulkarm. Według danych Palestyńskiego Centralnego Biura Statystycznego w 2016 roku miejscowość liczyła 399 mieszkańców.